# ليلى محمد صالح
ليلى محمد صالح (1957 - ) أديبة وباحثة وكاتبة قصصية كويتية، تُعدّ أول من بحث ووثق لكتابات المرأة في الكويت والخليج العربي.

## المؤهلات العلميّة
حصلت ليلى على بكالوريوس الآداب في اللغة العربية من جامعة بيروت، وحصلت على دكتوراه شرف تقديرية عالمية من جامعة الحضارة الإسلامية المفتوحة في تخصص الدراسات الأدبية والبحوث من كلية التراث والآداب عام 2006، وعلى دبلوم الدراسات العليا من جامعة الكويت عام 2007 م، كما نالت الماجستير من جامعة الكويت عام 2008 عن رسالتها «علاقة المكان بالزمان في قصص المرأة الكويتية».

## الحياة العملية
عملت في وزارة الإعلام الكويتية كاتبة ومعدة برامج ثقافية وأدبية وإعلامية، وساهمت في كتابة عدة برامج ثقافية وأدبية منها «أمسية الأربعاء» وهي عضو في رابطة الأدباء في الكويت، ورابطة الاجتماعيين، وجمعية حقوق الإنسان، والمجلس الأعلى للمعوقين، والجمعية الثقافية النسائية، وجمعية الصحافيين الكويتية.

## مؤلفاتها
من مؤلفاتها:
- أدب المرأة في الكويت
- المكان السردي في القصة النسائية الكويتية... دراسة في علاقة المكان بالزمان
- أدب المرأة في الجزيرة والخليج العربي
- ذلك البحر (مجموعة قصصية)
- جراح في العيون

## جوائز وتكريمات
حازت عدة جوائز ودروع تكريمية من خلال أنشطة مهرجان القرين الثقافي- عن المجلس الوطني للثقافة والفنون والآداب، ودرع تكريمية من مهرجان الرواد العرب الذي عقد في القاهرة تحت رعاية الجامعة العربية عام 2000 وذلك لدورها في البحث والتوثيق لكتابات المرأة، كما حازت جائزة الدولة التقديرية لعام 2016.

## روابط خارجية
ليلى محمد صالح في قاعدة بيانات الأفلام العربية